# Initiative populaire « Souveraineté du peuple sans propagande gouvernementale »
L'initiative populaire  « Souveraineté du peuple sans propagande gouvernementale » est une initiative populaire suisse, rejetée par le peuple et les cantons le 1er juin 2008.

## Contenu
L'initiative propose de modifier l'article 34 de la Constitution fédérale pour empêcher, dès la fin des débats parlementaires, toute participation ou prise de position du Conseil fédéral, des employés aux offices fédéraux ainsi que des cadres de l'administration fédérale aux sujets devant être mis au vote. La seule exception consiste en une brochure explicative envoyée à tous les électeurs exposant « de façon équitable les arguments des partisans et des opposants ».
Le texte complet de l'initiative peut être consulté sur le site de la Chancellerie fédérale.

## Déroulement

### Contexte historique
La question de savoir si le Conseil fédéral peut, ou pas, s'impliquer dans les votations fédérales revient périodiquement sur le devant de la scène depuis la fin du XIXe siècle. C'est en 1877 que, sur demande du Parlement, le Conseil fédéral présente un arrêté spécifique que, pour chaque objet soumis à la votation, « il sera distribué aux citoyens ayant droit de vote, en même temps que la loi ou l'arrêté, un manifeste officiel exposant d’une manière objective les motifs qui ont fait adopter cette loi ou cet arrêté par l'Assemblée fédérale ». Depuis les années 1950, ce manifeste se présente sous la forme d'une brochure intitulée « Explications du Conseil fédéral ».
En parallèle, des Conseillers fédéraux s'engagent régulièrement en faveur ou contre des objets soumis au vote ; depuis les années 1970, ils interviennent, outre les débats publics, également à la radio et à la télévision tout d'abord dans des spots enregistrés puis, dès les années 1980, dans des émissions de débat.
Les initiants, en lançant cette proposition, condamnent les montants de plus en plus importants attribuées soit à des offices fédéraux, soit à des agences de relations publiques ou de publicité demandant par là d'éviter de dépenser « l'argent du contribuable dans des campagnes de votation déloyales et une propagande inutile ». Parmi les votations ayant, selon le comité d'initiative, vu une implication trop importantes des autorités fédérales, sont cités les votations sur l'entrée de la Suisse dans l'Espace économique européen (refusée le 6 décembre 1992), sur la révision de la Constitution fédérale (acceptée le 18 avril 1999), sur les accords bilatéraux avec l'Union européenne (acceptée le 21 mai 2000), sur l'entrée de la Suisse dans l'ONU  (acceptée le 3 mars 2002) et sur les accords de Schengen et de Dublin (acceptée le 5 juin 2005).

### Récolte des signatures et dépôt de l'initiative
La récolte des 100 000 signatures nécessaires a débuté le 11 février 2003. Le 11 août de l'année suivante, l'initiative a été déposée à la chancellerie fédérale qui l'a déclarée valide le 31 août.

### Discussions et recommandations des autorités
Le parlement et par le Conseil fédéral ont recommandé le rejet de cette initiative. Dans son message aux Chambres fédérales, le gouvernement prédit que la mise en vigueur des propositions faites entraînerait « une restriction drastique des activités d'information de l'Assemblée fédérale, du Conseil fédéral et de l’administration fédérale avant les votations. Seules des connaissances de base relatives à l’objet soumis à la votation pourraient être diffusées, et ce, dans un cadre très restrictif ». Il relève en particulier que cette initiative supprime le droit des citoyens d'obtenir des informations sur des sujets soumis au vote aussi bien auprès de sources officielles que de sources privées.
Pendant les débats, le Conseil national a décidé de présenter, sous forme de contre-projet indirect à l'initiative, une modification de la loi fédérale sur les droits politiques, suivant en cela une proposition du député Didier Burkhalter qui demande, à l'opposé de l'initiative, que le Conseil fédéral « s'engage activement dans le cadre de l'information relative aux objets soumis à votation fédérale » pour y défendre la position des autorités fédérales « de manière claire et objective ».
Les recommandations de vote des partis politiques sont les suivantes : 
| Parti politique              | Recommandation |
| ---------------------------- | -------------- |
| Parti bourgeois-démocratique | non            |
| Parti chrétien-social        | non            |
| Parti démocrate-chrétien     | non            |
| Parti évangélique            | non            |
| Parti libéral                | non            |
| Parti radical-démocratique   | non            |
| Parti socialiste             | non            |
| Vert'libéraux                | non            |
| Union démocratique du centre | oui            |
| Union démocratique fédérale  | oui            |
| Les Verts                    | non            |

### Votation
Soumise à la votation le 1er juin 2008, l'initiative est refusée par la totalité des 20 6/2 cantons et par 75,2 % des suffrages exprimés. Le tableau ci-dessous détaille les résultats par cantons :